# Lijst van mannelijke kickboksers
Dit is een lijst van mannelijke kickboksers, inclusief vechters die thaiboksen of een andere vechtsport beoefenen.

## A
- Ibrahim Aarab
- Cyril Abidi
- Benjamin Adegbuyi
- Israel Adesanya
- Peter Aerts
- Vitaly Akhramenko
- Dennis Alexio
- Jose Almiron
- Hiromi Amada
- Trevor Ambrose
- Andrei Arlovski
- Gago Aroetjunjan
- Chalid Arrab
- Nemsi Ayoub
- Riyadh Al Azzawi
- Mohammed Al Azzawi
- Ahmed Al Azzawi
- Murat Aygun

## B
- Xhavit Bajrami
- Eddie Bakker
- Paulo Balicha
- Gilbert Ballantine
- Ashwin Balrak
- Buakaw Banchamek
- Pat Barry
- Yousri Belgaroui
- Naoufal Benazzouz
- Jamal Ben Saddik
- Sherman Bergman
- Stefan Berkenpas
- Mike Bernardo
- Tyjani Beztati
- Dany Bill
- Remy Bonjasky
- Francois Botha
- Khalid Bourdif
- Mounir Bouzed
- Bjorn Bregy
- Clifton Brown
- Curtis Bush

## C
- Jorge Cali
- Fernando Calleros
- Marfio Canoletti
- Lucien Carbin
- Luke Carter
- Faldir Chahbari
- Shane Chapman
- Hong-man Choi
- Chris Chrisopoulides
- Branko Cikatić
- Jay Clayson
- Roberto Cocco
- Dewey Cooper
- Ronnie Copeland
- Craig Copland
- Nathan Corbett
- Daniel van Corler
- Peter Crooke
- Peter Cunningham
- Soner Cetin

## D
- David Dancrade
- Elias Daniel
- Daniel Dawson
- Ramon Dekkers
- Giuseppe DeNatale
- Cyrille Diabate
- Dida Diafat
- Murat Direkçi
- Erhan Deniz
- Danny Delvers
- Hiroyuki Doi
- Cédric Doumbé
- Gago Drago
- Romano Duin
- Michael Duut

## E
- Marvin Eastman
- Regian Eersel
- Eric Esch
- Humberto Evora

## F
- Jongsanan Fairtex
- Kaew Fairtex
- Yodsanklai Fairtex
- Glaube Feitosa
- Pedro Fernandez
- Anthony Fictorie
- Francisco Filho
- Mirko Filipović
- Kyotaro Fujimoto
- Yusuke Fujimoto
- Toshio Fujiwara

## G
- Hesdy Gerges
- Daniel Ghita
- Kash Gill
- Tommy Glanville
- Rodney Glunder
- Mehmet Göbek
- Alex Gong
- Gary Goodridge
- Ryuji Goto
- Peter Graham
- Sam Greco
- Harut Grigorian
- Marat Grigorian
- Murthel Groenhart
- Bryce Guidon
- Sergei Gur
- Ali Günyar

## H
- Liu Hailong
- Antoni Hardonk
- Badr Hari
- Jim Harrison
- Erling Havnå
- Hayato
- Topi Helin
- Ivan Hippolyte
- Martin Holm
- Nieky Holzken
- Ernesto Hoost
- Hiraku Hori
- Andy Hug
- Mark Hunt
- Saad Hussaini
- Ondřej Hutník

## I
- Ionut Iftimoaie
- Alexey Ignashov
- Riku Immonen

## J
- Saekson Janjira
- Lukasz Jarosz
- Fjodor Jemeljanenko
- Yoel Judah

## K
- Kaoklai Kaennorsing
- Nobuaki Kakuda
- Virgil Kalakoda
- Rob Kaman
- Atilla Karakayali
- Attila Karacs
- Ruslan Karaev
- Tarik Khbabez
- Aziz Khattou
- Jomhod Kiatadisak
- Changpuek Kiatsongrit
- Taiei Kin
- Kinami
- Takayuki Kohiruimaki
- Kojiro
- Albert Kraus
- Jörgen Kruth
- Lechi Kurbanov
- Artoer Kysjenko

## L
- Ole Laursen
- Cung Le
- Jérôme Le Banner
- Stefan Leko
- Felise Leniu
- Jean Claude Leuyer
- Artem Levin
- Chuck Liddell
- Scott Lighty
- Lim Chi Bin
- Alviar Lima
- Larry Lindwall
- Frank Lobman
- Ismael Londt
- Stan Longinidis
- Coban Lookchaomaesaitong
- Duane Ludwig
- Case Lagendijk
- Roman Logisch

## M
- Arslan Magomedov
- Magomed Magomedov
- Pavel Majer
- Azem Maksutaj
- Melvin Manhoef
- Augin Masoud
- Andre Mannaart
- Simon Marcus
- Masato
- Ariel Mastov
- Michael McDonald
- Shannon McNeil
- Ferdi Mendes
- Joerie Mes
- Mighty Mo
- Mehrdad Khan Moayedi
- Dae Sung Moon
- Gegard Mousasi
- Alfons Muller
- Takehiro Murahama
- Musashi

## N
- Tsuyoshi Nakasako
- Alexandros Nikolaidis
- Akeomi Nitta
- Rickard Nordstrand
- Jan Nortje

## O
- Akira Ohigashi
- Andy Ologun
- Bobby Ologun
- Reginald van Osch
- Haruaki Otsuki
- Alistair Overeem
- Valentijn Overeem
- Keiji Ozaki
- Gürkan Özkan
- Orhan Özkan

## P
- Karapet Papijan
- John Wayne Parr
- Alex Pereira
- Stan Peterec
- Giorgio Petrosyan
- Nicholas Pettas
- Eh Phoutong
- Marek Piotrowski
- Hugo Patino de Bravo

## Q
- Patrice Quarteron

## R
- Alex Radovanovic
- Ramakanth
- Ramazan Ramazanov
- Hiriwa Te Rangi
- Jose Reis
- Levi Rigters
- Andy Ristie
- Raul Romero
- Robin van Roosmalen
- Rene Rooze
- Jeff Roufus
- Rick Roufus
- Fred Royers
- Jairzinho Rozenstruik
- Maurício Rua
- Bas Rutten

## S
- Gökhan Saki
- Zabit Samedov
- Matt Samoa
- Bob Sapp
- John Antony Sarton
- Masaaki Satake
- Yoshihiro Sato
- Tadashi Sawamura
- Junichi Sawayashiki
- IJsbrand Schaap
- Joe Schilling
- Semmy Schilt
- Ray Sefo
- Mark Selbee
- Sachiyo Shibata
- Curtis Shuster
- Jan Siersema
- Anderson Silva
- Jefferson Silva
- Wanderlei Silva
- Rayen Simson
- Apidej Sit Hrun
- Malaipet Sitprapom
- Sitthichai Sitsongpeenong
- Yoddecha Sityodthong
- Jean Skarbowsky
- Matt Skelton
- Paul Slowinski
- Peter Smit
- Maurice Smith
- Patrick Smith
- Trent Scott Smith
- Chandet Sorpantrey
- Bun Sothea
- Andy Souwer
- Tyrone Spong
- Dion Staring
- Ray Staring
- Danny Steele
- Jason Suttie
- Bob Schreiber

## T
- Sinbi Taewoong
- Daniel Tai
- Jordan Tai
- Kozo Takeda
- Ramzi Tamaditi
- Luis Tavares
- Omar Tekin
- Perry Telgt
- Danny Delvers
- Martin Terpstra
- André Tete
- Dieselnoi Chor Thanasukarn
- Jean-Yves Theriault
- Andrew Thomson Andrew Thomson
- Warren Thompson
- Hideo Tokoro
- Tatsufumi Tomihira
- Gregory Tony
- Jerome Turcan
- Gary Turner

## U
- Perry Ubeda
- Caol Uno
- Benny Urquidez
- Alexander Ustinov

## V
- Artem Vakhitov
- Jean-Claude Van Damme
- Lloyd van Dams
- Jerrel Venetiaan
- Rico Verhoeven
- Filip Verlinden
- Nico Verresen
- Farid Villaume
- Doug Viney

## W
- Bill Wallace
- Brecht Wallis
- Eddie Walker
- Adam Watt
- Fabrício Werdum
- Koos Wessels Boer
- Carter Williams
- Luciano Winter
- Jahfarr Wilnis
- Jason Wilnis
- Don Wilson
- Donovan Wisse
- Neil Woods

## Y
- Sahin Yakut
- Norifumi "Kid" Yamamoto
- Serkan Yılmaz
- Gilbert Yvel

## Z
- Mike Zambidis
- Errol Zimmerman
- Catalin Zmarandescu